# Oleksandrivka (oblast de Kirovohrad)
Pour les articles homonymes, voir Alexandrine.
Oleksandrivka (en ukrainien : Олександрівка, en russe : Александровка, Aleksandrovka) est une commune urbaine de l'oblast de Kirovohrad, en Ukraine. Sa population s'élevait à 8 000 habitants en 2023.

## Histoire
Oleksandrivka a le statut de commune urbaine depuis 1957.
En 2022, plusieurs centaines de maisons individuelles dans des quartiers résidentielles ont été totalement détruites à la suite de plusieurs bombardements de l’armée Russe, à la suite de l’invasion de l’Ukraine par la Russie.

## Population
Recensements (*) ou estimations de la population :
| 1959* | 1970*  | 1979*  | 1989*  | 2001*  |
| ----- | ------ | ------ | ------ | ------ |
| 9 980 | 12 179 | 11 944 | 12 474 | 11 100 |

| 2012  | 2013  | 2014  | 2015  | 2016  |
| ----- | ----- | ----- | ----- | ----- |
| 9 026 | 8 968 | 8 868 | 8 815 | 8 806 |

| 2021  | - | - | - | - |
| ----- | - | - | - | - |
| 8 199 | - | - | - | - |